# Olga Syahputra
Olga Syahputra (născut Yoga Syahputra; 8 februarie 1983 – d. 27 martie 2015) a fost un actor, comediant, și prezentator de televiziune din Indonezia. El a interpretat adesea travestiți pentru efect comic.

## Viața
Cel mai mare dintre cei șapte copii ai Nur Rachman și Nurhida a fost inițial doar un fan care cere de multe ori pentru un autograf și fotografie cu idolul lui. Norocul a venit când a fost oferit pentru a juca în filmul Lenong Bocah.